# Canon EOS 70D
Canon EOS 70D — цифровой зеркальный фотоаппарат 2013 года, преемник модели EOS 60D, выпущенной тремя годами ранее. Ориентирован на фотолюбителей-энтузиастов, стремящихся улучшить свои навыки и умения.
Ключевое отличие 70D от предшественника — новая 20.2-мегапиксельная матрица с поддержкой фазового автофокуса. Также у новой модели появилась 19-точечная система автофокусировки от EOS 7D, поддержка беспроводных сетей Wi-Fi, как у EOS 6D и откидной сенсорный экран, аналогичный экрану модели EOS 700D.
Корпус защищён от попадания влаги и пыли.
Фотоаппарат представлен 2 июля, поступил в продажу в конце августа 2013 года. Фотоаппарат предлагается в комплекте с объективами 18—55 мм STM, 18—135 мм STM или без объектива. В 2016 году ему на смену пришла модель EOS 80D.

## Совместимость
Canon EOS 70D оснащен байонетом EF-S и работает как с объективами EF-S, так и с объективами с байонетом Canon EF. Совместим с фотовспышками Canon Speedlite. Поддерживает пульты дистанционного управления RS-60E3 (проводной) и RC-6 (беспроводной).

## Отличия от предшественника
В сравнении с моделью EOS 60D, в Canon EOS 70D внесены, в числе прочих, следующие изменения:
- Разрешение матрицы 20.2 MP (60D — 18.1 MP)
- Процессор DIGIC 5+ (DIGIC 4 в 60D)
- 19-точечная система автофокусировки (9 точек в 60D)
- Встроенный модуль Wi-Fi (отсутствует в 60D)
- 3.0″ сенсорный дисплей Clear View II (в 60D сенсорный экран отсутствует)
- Новая система автофокусировки Dual Pixel.
- Микронастройка автофокусировки (появилась в 50D, отсутствует в 60D)
- HDR (отсутствует в 60D)
- Режим мультиэкспозиции (отсутствует в 60D)
- Exposure bracketing of up to 7 frames (3 frames for the 60D)
- Слот для карт SD/SDHC/SDXC поддерживает шину UHS-I bus (в отличие от 60D)
- 3.5-мм вход для подключения внешнего стереомикрофона.
- Встроенный в видоискатель индикатор уровня, работающий и в режиме автофокусировки[5].

## Комплект поставки Canon EOS 70D
Canon EOS 70D предлагается в трёх основных вариантах комплектации:
- без объектива — рекомендуемая стоимость 1200 долларов США, 1100 евро, 1080 фунтов стерлингов;
- с объективом EF-S 18—55mm f/3.5-5.6 IS STM — 1350 долларов, 1250 евро, 1200 фунтов;
- с объективом EF-S 18—135mm f/3.5-5.6 IS STM — 1550 долларов, 1500 евро, 1400 фунтов.

Также в комплект поставки входят: литий-ионная аккумуляторная батарея LP-E6 и зарядное устройство LC-E6/LC-E6E (версия со встроенной вилкой или с кабелем, в зависимости от страны), шейный ремень, крышка на крепление для объектива, наглазник, USB-кабель IFC-400PCU, программное обеспечение и инструкция по эксплуатации. Аудиовидеокабель в комплект не входит.

## Микропрограмма
Встроенное ПО версии 1.1.2 включает следующее исправление:
- Устранена неполадка, при которой даже если коррекция аберрации объектива установлена на [Enable/Вкл.] при использовании камеры вместе с объективом EF-S 18-135mm f/3.5-5.6 IS USM или EF 70-300mm f/4-5.6 IS II USM, коррекция не применяется.
- Встроенное ПО версии 1.1.2 предназначено для камер с версией встроенного ПО до 1.1.1. Если текущая версия встроенного ПО камеры 1.1.2, обновление не требуется.

## Интересные факты
Некоторые экземпляры Canon EOS 70D (с серийными номерами в диапазоне "00" — "22") по неизвестной причине создают коды системных ошибок  70 и 80. Canon объявила об отзыве  таких камер: покупателям, столкнувшимся с этим явлением, было предложено связаться с компанией, зарегистрировав серийный номер своей камеры и запросив бесплатное обслуживание или замену.

## Награды
Canon EOS 70D стал лауреатом премии TIPA (Technical Image Press Association) в номинации «лучший передовой цифровой зеркальный фотоаппарат» (Best Digital SLR Advanced, 2014).